# Химберг
Химберг (нем. Himberg) — ярмарочная коммуна (нем. Marktgemeinde) в Австрии, в федеральной земле Нижняя Австрия. 
Входит в состав округа Вена.  Население составляет 5956 человек (на 31 декабря 2005 года). Занимает площадь 47,63 км². Официальный код  —  32406.

## Политическая ситуация
Бургомистр коммуны — Эрих Клайн (СДПА) по результатам выборов 2005 года.
Совет представителей коммуны (нем. Gemeinderat) состоит из 29 мест.
- СДПА занимает 20 мест.
- АНП занимает 7 мест.
- АПС занимает 1 место.
- Партия BLH занимает 1 место.